# Grove geelkorst
Grove geelkorst (Candelariella vitellina) is een korstmos uit de familie Candelariaceae. Hij komt algemeen voor op zure substraten, vooral op goed belichte laanbomen, zoals zomereik, en horizontale of schuin aflopende baksteenmuren. Verder op graniet, basalt en sterk verweerd loofhout. 

## Determinatie
Uiterlijke kenmerken
Het is een gele, korstvormige, schorsbewonende en steenbewonende soort. Het thallus is helder geel tot bruingeel en bestaat uit gebarsten veldjes. De rand van het thallus is niet afwijkend van het midden. Apotheciën zijn regelmatig aanwezig, onopvallend, van dezelfde of iets donkerder of groenere kleur als het thallus. Regelmatig met algen aan de rand. Ze zijn rond, maar als ze elkaar raken, zijn ze hoekig of onregelmatig van vorm. Het zijn platte of licht bolle schijven met een kleur die iets donkerder is dan het thallus, namelijk vuilgeel, groengeel of bruingeel. De apotheciumrand is dun, glad en gebogen, korrelig of gekerfd. Hij heeft vaak kleine lobben areolen in de vorm van leeuwenklauwen. Na reactie met K+ kleurt het korstmos zwak roodachtig of negatief.
Er bestaat ook een vorm met een heldergroene thallus, maar deze komt zeer zeldzaam voor.
Microscopische kenmerken
In een ascus komen 16 tot 32 sporen. De ascosporen zijn eencellig, ellipsvormig, recht of gebogen, met beide uiteinden afgerond en hebben een afmeting van 9–15 × 4,5–6,5 µm.

### Gelijkende taxa
Te verwarren met Caloplaca-soorten, die op kalkrijke oppervlakken groeien.

## Verspreiding
Grove geelkorst kent een kosmopolitische verspreiding. Het is gevonden op alle continenten en op veel eilanden, waaronder Antarctica en Groenland.
In Nederland is de soort algemeen. Hij staat niet op de rode lijst en is niet bedreigd.

## Fotogalerij

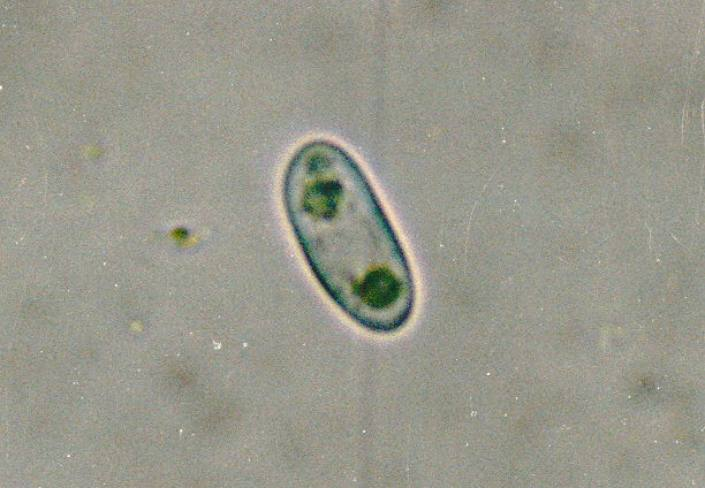
Sporen
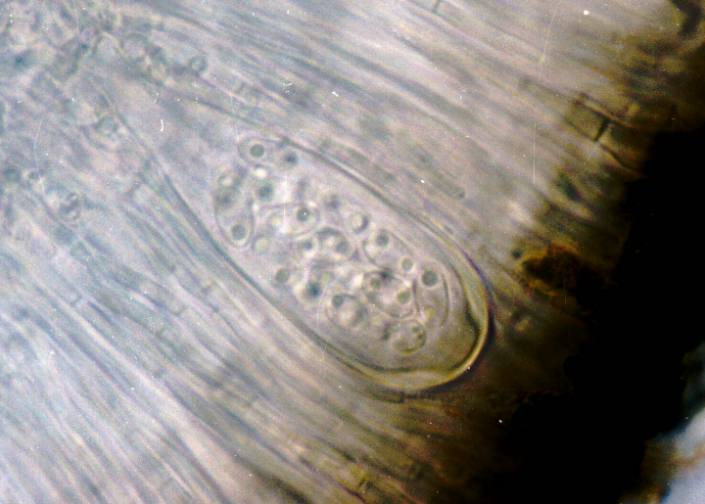
Sporenzak